# 浜岡原発訴訟
浜岡原発訴訟（はまおかげんぱつそしょう）とは、静岡県御前崎市（旧小笠郡浜岡町）に設置されている浜岡原子力発電所1ないし4号機に対し、静岡県又はその近隣都道府県に居住する住民らが、人格権に基づいて、運転差止めを求めた事案である。

## 概要
裁判は、2002年4月、市民団体「浜岡原発とめよう裁判の会」の1846人が運転差し止めの仮停止申請を申し立て、翌03年7月、本格的な審理を求めた市民団体「浜岡原発とめます本訴の会」の27人が訴訟に踏み切り、2007年10月26日、静岡地方裁判所（宮岡章裁判長、男澤聡子、戸室壮太郎）は、原告の請求を棄却した。同日午後、弁護人を通じ、控訴と即時抗告の手続きを行った。この訴訟で、原告らは、「将来発生する地震によって浜岡原子炉施設の重大事故が発生する蓋然性があり、生命・身体に対する重大な被害を及ぼす放射線被曝を受ける極度の危険にさらされ、また、事故や被害発生の不安がない安全かつ平穏な環境を享受する権利を侵害されている」と主張した。
争点は以下の通り
1. 想定東海地震の規模
2. 原子力施設の耐震安全性
3. 経年劣化による強度低下

などで、いずれも「原告らの生命、身体が侵害される具体的危険があると認められない」とする判断を静岡地裁は下した。
しかし、2011年（平成23年）3月11日に起きた東日本大震災の津波被害に伴う福島第一原子力発電所事故後の22日の参議院予算委員会で、内閣府原子力安全委員会委員長の班目春樹は、2007年2月の浜岡原発運転差し止め訴訟の静岡地裁での証人尋問で、非常用発電機や制御棒など重要機器が複数同時に機能喪失することまで想定していない理由を社民党の福島瑞穂に問われ、「割り切った考え。すべてを考慮すると設計ができなくなる」と述べていた。

## 浜岡原子力発電所の稼働状況
2011年5月6日、菅直人内閣総理大臣は、海江田万里経済産業大臣を通じて「国民の安心と安全を考え」、中部電力に浜岡原子力発電所の全ての原子炉の停止を要請した。
中部電力では、同年5月7日と5月9日の2度にわたり臨時取締役会を開き、政府要請受け入れを決定し、5月13日午前3時半より4号機の停止作業を開始、午前10時発電を停止し、午後2時前、臨界 が停止したと発表した。5号機も同様の作業を5月14日午前1時20分より行い、午前10時15分発電を停止、午後1時に全ての制御棒を挿入し終え、臨界状態を停止した。
なお、1，2号機は廃止措置中、3号機も定期検査で停止中であるため、浜岡原子力発電所の全原子炉は停止した。また、最終停止作業となる5号機は、5月15日正午過ぎに原子炉が安定する100℃未満の「冷温停止」状態となった。ただし5号機の冷却作業中に、約400tの海水が復水器に流入し、そのうちの約5tが原子炉内の冷却水に混入した、と中部電力は発表した。
中部電力では、原子炉内の燃料を含めた保全計画について「原子炉施設保安規定に基づいて定期的に点検を実施していく。具体的な内容は調整中」とし、再稼動の時期を浜岡砂丘の背面または側面に海抜18m規模の防波壁が完成する2〜3年後としている。
　

## 裁判での論点となった予想される地震規模

### 原告
M9クラスの超巨大地震など、想定（設計用最強地震として安政東海地震のM8.4等、設計用限界地震として南海トラフ沿いのM8.5の地震等が選定されている）を超える地震が発生する可能性がある。中央防災会議で見直された断層モデル「松村（1996）の固着域、鷺谷（1998）のバックスリップ域等によるアスペリティ配置、また、プレート境界面の深さが10~30kmの範囲を震源地とし、境界面の形状は、野口（1996）に基づくモデル。破壊開始点も同モデルにおいて設定。」は絶対ではない。

### 中部電力
南海トラフ沿いでのM9クラスの地震は、現実的にあり得ない。中央防災会議の断層モデルはその時点での日本の知見の総結集で、同原発の基準地震動は妥当。

### 地裁判決
M8.5の設計用限界地震など、基準地震動の策定で十分安全側に立った想定がされている。中央防災会議のモデルは十分な科学的モデルに基づいている。

## 耐震安全性

### 原告
基礎岩盤の相良層は弱くてもろく、敷地内にあるH断層系が地震で揺れ動く可能性も否定できない。基準地震動SSの強震動予測計算の際、可能性のある最大のものを採用していない。

### 中部電力
中央防災会議の断層モデルを基本に厳しい条件を設定。新耐震設計審査指針（2006年9月に改定された国の指針。同社は、2007年2月までに、より厳しい条件下でも3,4号機の耐震安全性は確保されるとする報告書を国に提出した。さらに、両機と訴外の5号機では、他の原発に類を見ない1000Galの加速度に耐えられる耐震余裕向上工事に取り組んだとされる。）に照らしても3,4号機の基準地震動を策定し、耐震安全性が確保されると評価。

### 地裁判決
被告策定の基準地震動は妥当で、設計上の安全余裕は十分確保されている。東南海・南海地震と連動した場合でも耐震性は確保され、地盤は堅牢。
基準値震動S1、S2の策定方法（大崎の方法）の妥当性について、兵庫県南部地震によって、疑問視された事実はなく、また耐震設計審査指針の改定にかかる耐震指針検討分科会の議論においても大崎の方法が過小評価であるため是正しなければならないとの共通認識が示されたことはない。さらに、宮城県沖地震の規模が女川原子力発電所における設計用限界地震の規模よりも遥かに小規模であったにもかかわらず観測地から算出された同原子力発電所の開放基盤表面の応答スペクトルがS2の応答スペクトルを超えたことの要因については、新たに確認された宮城県沖近海のプレート境界に発生する地震の地域特性によるものであると報告されており、大崎の方法が直ちに過小評価ということはできない。また、断層モデルを用いた地震動特性推定の方法（小林の方法）は、実際の地震観測記録と比較してその妥当性が確認されており、同方法による想定東海地震の評価結果は、0.6秒~1秒の周期帯を除き、中央防災会議の断層モデル水平波の応答スペクトルとほぼ同程度となっている。

## 経年劣化による強度低下

### 原告
配管などのひび割れの原因となる応力腐食割れの発生メカニズムが不明。老朽化が進行しており、点検・検査は対象範囲や精度に限界がある。全ての劣化状況が把握できず、不十分。

### 中部電力
法令などに従って、点検・検査を実施。経年変化も設計や工法の工夫、機器の維持管理などで安全性に影響がないよう対処している。

### 地裁判決
点検・検査によって応力腐食割れを捕捉できる体制が整っており、配管減肉や中性子照射による脆化の抑制や点検・管理体制も適切で、安全性に影響はない。

## 判断基準

### 人格権に基づく主張立証責任

#### 被告側の主張立証責任
原子炉施設の設置者である被告は、原子炉等規制法及び関連法令の規制に従って本件原子炉施設の設置、運転がされていることについて、まず主張立証する必要があり、被告がその主張立証を果たさないときは、原告らの人格権侵害の具体的危険性の存在を推認するのが相当である。
理由は以下の通り
1. 原子炉施設が内包する危険性、原子炉の利用に対する国の規制及びその保護法益に加え、原子炉施設の安全設計、安全管理等に関する資料の大部分を被告が保有し、証拠が偏在していること。
2. 企業秘密等の制約があるため原告らが立証に必要な資料を入手することが困難であること、など。

#### 原告側の主張立証責任
被告が上記立証をしたときは、原則どおり、原子炉施設の運転差止を請求する原告らにおいて、上記国の諸規制では原子炉施設の安全性が確保されないことを具体的な根拠を示して主張立証すべきである。

### 原子炉施設に求められる安全性
炉心溶融その他の重大事故による核分裂生成物等の大量放出等、原子炉施設が内包する潜在的な危険性を考えれば、平常時はもちろん、地震、機器の故障その他の異常時における万が一の事故を想定した場合にも一般公衆の安全が確保されることが原子炉施設の設置、運転上不可欠なものとして要求されていると認められる。このことは、一般的に「原子炉施設の安全性」として理解されているが、この「原子炉施設の安全性」が確保されないときは、周辺住民等の人格権侵害の具体的危険性が生じると認定することが可能となる。
ここにいう「原子炉施設の安全性」とは、起こり得る最悪事態に対しても周辺の住民等に放射線被害を与えないなど、原子炉施設の事故等による災害発生の危険性を社会通念上無視し得る程度に小さなものに保つことを意味し、およそ抽象的に想定可能なあらゆる事態に対し安全であることまで要求するものではない。

## 各界の反応
役職などは結審当時のものである。

### 原告側
- 海原雄一原告弁護団長「全面棄却は非常に残念、不当な判決だ。どうしてこのような判決になったのか理解できない。（略）」
- 「浜岡原発を考える会」伊藤実代表「がっかりした。司法に期待したのが甘かった。」

### 中電側
- 三田敏雄・中部電力社長「浜岡原発については、耐震性を含め安全性を十分に確保しており、当社としては引き続き、浜岡原発の安全性、信頼性の一層の向上を図り、安全の確保を最優先に安全・安定運転に努めてまいります。」

### 政府・自治体関係者
- 薦田康久経済産業省原子力安全・保安院長「経済産業省は（訴訟の）当事者ではなく、判決の内容にコメントする立場にはない。経産省としては今後とも原子力施設に対し、最新の科学的知見を踏まえた厳格な安全規制を行い、地元住民をはじめ国民の信頼を得られるよう努めていきたい。昨年改定された新耐震指針を踏まえたチェックについては適切に実施するよう指導し、厳正に評価していく。」
- 小林佐登志県防災局長「原告の訴えが棄却された今回の判決は、日ごろ県民に中部電力浜岡原発の耐震性は十分あると説明してきたことが認められた妥当な判決だと考えられる。今後、判決の細かい内容を確認した上で、許可者である国や事業者の中部電力に対し、説明を求める必要がある所があれば、県として説明を求めていきたい。」
- 野崎豊御前崎市副市長「大変いい結果が出た。耐震性の議論に一定の決着を付けた判決。住民も安心できると思う。立地に協力してくれた方々も報われた。」
  - 2007年10月22日付、石原茂雄御前崎市長は、隣接三市（牧之原市、菊川市、掛川市）の首長宛に『プルサーマル計画の今後の進め方』と題し、「判決で中部電力の主張が認められれば、耐震安全性に一つの判断が出て、プルサーマルへ大きく舵をきることとしたい。11月末までに各市の意見をまとめてほしい。（要旨のみ）」という文書を配布している。
- 太田順一菊川市長「司法の判断として出た結果だから尊重すべき。だが、プルサーマル問題は別もの。市民への理解や中電からの説明など、すべきことがたくさんある。いつまでにと時期ありきとして決めるのではなく、十分議論していきたい。」
- 戸塚進也掛川市長「判決が出たからといってプルサーマルもいい、という状況ではない。中電や国、県には（耐震性について）誰もが分かる説明をしてほしい。現状では受け入れ判断について私から議会に相談できない。」
- 西原茂樹牧之原市長「中電が進めてきた耐震対策が認められ、市民の安心材料の一つになる。ただし、中越沖地震による柏崎刈羽原発の震災以降、市民の心配や不安が高まっている。中電はこれまで以上に安全確保や情報公開、市民への理解活動を進めてほしい。」

### 学識経験者
- 入倉孝次郎京都大学名誉教授（強振動地震学）原告・被告双方の証人「旧指針だけでは耐震設計が不十分として新指針が改定された経緯があるのに、判決は旧指針だけで十分と読み取れる。」
- 首藤重幸早稲田大学法学部教授（原子力行政法）「国民側の不安を全く考慮していない。科学裁判の基準が国民の意識と懸け離れていることを痛感する。」

## 関連資料

### 書籍
- 原発老朽化問題研究会 『まるで原発などないかのように—地震列島、原発の真実』（2008年、現代書館）
- 広瀬隆 『原子炉時限爆弾—大地震におびえる日本列島』（2010年、ダイヤモンド社）